# The BOBs
Los BOBs (acrónimo de Best Of The Blogs) son los premios internacionales de Weblogs que la cadena de radiotelevisión alemana para el exterior, Deutsche Welle, concede desde 2004.

## El concurso
En los BOBs, uno de los objetivos de Deutsche Welle es fomentar la importancia de la libertad de información y prensa en muchos países del mundo. Desde 2005, Deutsche Welle creó la categoría Premio Reporteros sin fronteras en cooperación con esta organización. 
Para los premios BOBs se pueden presentar tanto Weblogs, como Podcast o Videoblogs de todo el mundo escritos o producidos en alguno de los once idiomas que abarca la competición: árabe, bengalí, chino, alemán, inglés, francés, indonesio, persa, portugués ruso y español. En varias ediciones participaron blogs en holandés.

## Categorías de premios
Los BOBs se conceden en cinco o seis categorías en las que concursan Weblogs en cualquiera de los diez idiomas, además de un premio para cada idioma. 
Tanto los usuarios como un jurado especializado son los que deciden los ganadores. En los primeros años en todas las categorías había un premio de los usuarios y un premio del jurado, pero en las últimas ediciones sólo se dio un premio de los usuarios (no del jurado) a los mejores blogs en cada uno de los once idiomas a concurso. Los premios de los usuarios se deciden a través de una votación mundial vía Internet. Los premios del jurado los concede un jurado compuesto por renombrados blogueros de todo el mundo. Deciden sobre los blogs propuestos por los usuarios y se reúnen en Berlín para decidir sobre los ganadores.

## Blogopedia
Con un índice de blogs en 11 idiomas que aumenta cada día, la Blogopedia ofrece una plataforma disponible en la página de los BOBs durante todo el año. Se puede utilizar para buscar blogs combinando diferentes criterios como país, idioma o tipo, incluyendo Weblogs, Videoblogs, y Podcasts. En todo momento, los usuarios pueden comentar y valorar los Blogs registrados en la Blogopedia. 

## Ganadores
Lista de ganadores por año.

### 2004
| Premio                               | Premio del jurado                | Premio de los usuarios               |
| ------------------------------------ | -------------------------------- | ------------------------------------ |
| Mejor weblog                         | 18摸狗日报                       | Por um Punhado de Pixels             |
| Mejor temática                       | El Hombre Que Comía Diccionarios | Estraga Filmes                       |
| Mejor diseño                         | La malarosa                      | Замок-блог Эргэла, Северного Дракона |
| Mejor innovación                     | Domino - Cover by Cover          | Radio RSS                            |
| Mejor blog periodístico en alemán    | medienrauschen                   | BILDblog                             |
| Mejor blog periodístico en árabe     | Moodless.net                     | Beyond Normal                        |
| Mejor blog periodístico en chino     | 18摸狗日报                       | 声色犬马－平客的虚无笔记             |
| Mejor blog periodístico en español   | Periodistas 21                   | Caspa.tv                             |
| Mejor blog periodístico en inglés    | Lawrence Lessig Blog             | Editor: Myself                       |
| Mejor blog periodístico en portugués | Ponto Media                      | Ricardo Noblat                       |
| Mejor blog periodístico en ruso      | Блог журналистки Наташи Мозговой | Time O'Clock                         |

### 2005
| Premio                               | Premio del jurado                  | Premio de los usuarios                          |
| ------------------------------------ | ---------------------------------- | ----------------------------------------------- |
| Mejor weblog                         | Más respeto, que soy tu madre      | Tupiniquim                                      |
| Mejor blog multimedia                | Blog à la ciboulette               | Blog à la ciboulette                            |
| Mejor podcast                        | Antiwave                           | Antiwave                                        |
| Premio Reporteros Sin Fronteras      | Manal and Alaa's Bit Bucket        | Chronique déplaisante d'une dictature ordinaire |
| Mejor blog periodístico en árabe     | Hawleyat Al Ashjar                 | Nisrine coeur de lion                           |
| Mejor blog periodístico en chino     | Massage Cream                      | 飞刀侧畔千帆过                                  |
| Mejor blog periodístico en inglés    | Global Voices Online               | Body and Soul                                   |
| Mejor blog periodístico en francés   | AgoraVox, le journal media citoyen | Lire est un plaisir                             |
| Mejor blog periodístico en alemán    | Lyssa's Lounge                     | Riesenmaschine - das brandneue Universum        |
| Mejor blog periodístico en persa     | san newescht                       | Iran Paparazzi                                  |
| Mejor blog periodístico en portugués | NoMínimo Weblog                    | Kibe Loco                                       |
| Mejor blog periodístico en ruso      | Planet Afghanistan                 | Planet Afghanistan                              |
| Mejor blog periodístico en español   | Jabalí Digital                     | Caspa TV                                        |

### 2006
| Premio                          | Premio del jurado                      | Premio de los usuarios                 |
| ------------------------------- | -------------------------------------- | -------------------------------------- |
| Mejor weblog                    | Sunlight Foundation                    | Lisa Neun                              |
| Mejor podcast                   | Muzimei Studio                         | Haftegi                                |
| Mejor blog corporativo          | Football-Club                          | Blog do Tas                            |
| Premio Reporteros Sin Fronteras | Tanine Sokut y Kosoof (dos premios)    | Blog da Alcinéa Cavalcante             |
| Premio Blogwurst                | aref-adib                              | Unusual Real Man                       |
| Mejor weblog en árabe           | Jar el Kamar                           | Nostalgic Story Teller                 |
| Mejor weblog en chino           | The Colourful World - Shuweicao's Blog | The Colourful World - Shuweicao's Blog |
| Mejor weblog en holandés        | Bureau Belgrado                        | Bieslog                                |
| Mejor weblog en inglés          | PaidContent.org                        | Black Looks                            |
| Mejor weblog en francés         | La Buvette des Alpages                 | La Buvette des Alpages                 |
| Mejor weblog en alemán          | Letters from Rungholt                  | Beetlebum                              |
| Mejor weblog en persa           | Zeitun                                 | n/d                                    |
| Mejor weblog en portugués       | Apocalipse Motorizado                  | Garotas Que Dizem Ni                   |
| Mejor weblog en ruso            | Magazeta: All about China              | Magazeta: All about China              |
| Mejor weblog en español         | LaHuellaDigital.es                     | Mangas Verdes                          |

### 2007
| Premio                          | Premio del jurado                                 | Premio de los usuarios         |
| ------------------------------- | ------------------------------------------------- | ------------------------------ |
| Mejor weblog                    | Fotomania                                         | Blog do Tas                    |
| Mejor podcast                   | Die Gefühlskonserve                               | Nerdcast                       |
| Mejor vídeoblog                 | Alive in Baghdad                                  | Cat Ear Baby's Videoblog       |
| Premio Reporteros Sin Fronteras | Jotman                                            | Nora Younis                    |
| Premio Blogwurst                | Little Galerie                                    | Yo contra el mundo             |
| Mejor weblog en árabe           | Aljazeera Talk                                    | Imtidad                        |
| Mejor weblog en chino           | Lian Yue's Eighth Continent                       | Lian Yue's Eighth Continent    |
| Mejor weblog en holandés        | Frankwatching                                     | Volkskrantblog                 |
| Mejor weblog en inglés          | Valour-IT                                         | RidorLive                      |
| Mejor weblog en francés         | Actualités de la république démocratique du Congo | ouVertures.info                |
| Mejor weblog en alemán          | Behindertenparkplatz                              | Bestatterweblog                |
| Mejor weblog en persa           | 35 Grad                                           | Masih                          |
| Mejor weblog en portugués       | Blog do Tas                                       | Pensar Enlouquece, Pense Nisso |
| Mejor weblog en ruso            | /dev/karlson/mind.log                             | /dev/karlson/mind.log          |
| Mejor weblog en español         | A mis 95                                          | A mis 95                       |

### 2008
| Premio                          | Premio del jurado                    | Premio de los usuarios            |
| ------------------------------- | ------------------------------------ | --------------------------------- |
| Mejor weblog                    | Generation Y                         | Sciene Squirrel                   |
| Mejor podcast                   | Radio Grinch                         | Bola Nas Costas Iscuitantes       |
| Mejor vídeoblog                 | Voices of Africa                     | Videoblog do Trajano              |
| Premio Reporteros Sin Fronteras | 曾金燕博客 y 4equality (dos premios) | Generation Y                      |
| Premio Blogwurst                | Maratochka                           | Mister Oof                        |
| Mejor weblog en árabe           | Ohod                                 | Vor der Flut                      |
| Mejor weblog en chino           | 刘晓原的BLOG                         | Sciene Squirrel                   |
| Mejor weblog en holandés        | Foodlog                              | Free Opinion Venezuela            |
| Mejor weblog en inglés          | Political Party Blog                 | The Consumerist                   |
| Mejor weblog en francés         | Le Blog de Yoro                      | Vos photos                        |
| Mejor weblog en alemán          | Mädchenmannschaft                    | Naher und Mittlerer Osten – الشرق |
| Mejor weblog en indonesio       | Media Ide                            | maseko's weblog                   |
| Mejor weblog en persa           | freelancer                           | Ich und MS                        |
| Mejor weblog en portugués       | Querido Leitor                       | Querido Leitor                    |
| Mejor weblog en ruso            | MetroDream by Russos                 | ##1244462644726369HNIOWAST##      |
| Mejor weblog en español         | 233grados.com                        | Bestiaria                         |

### 2009-2010
| Premio                                           | Premio del jurado                                     | Premio de los usuarios |
| ------------------------------------------------ | ----------------------------------------------------- | ---------------------- |
| Mejor weblog                                     | Ushahidi                                              | Osama Romoh            |
| Mejor podcast                                    | Cajun French Language Tutorials                       | Radiokalu              |
| Mejor vídeoblog                                  | Mr. Free Man                                          | Malviviendo            |
| Premio Reporteros Sin Fronteras                  | We are Journalists                                    | Holom Akhdar           |
| Premio Blogwurst                                 | Blogs do Além y Wake up, Mr. Green (dos premios)      | Ibda3at                |
| Premio a la temática especial - Cambio Climático | Coluna Zero                                           | Ecoplaneta             |
| Mejor weblog en árabe                            | Osama Romoh                                           | Medad                  |
| Mejor weblog en bengalí                          | Ali Mahmeds Blog                                      | Ali Mahmeds Blog       |
| Mejor weblog en chino                            | Ke Neng Ba                                            | Ke Neng Ba             |
| Mejor weblog en inglés                           | Talk Marocco                                          | Talk Marocco           |
| Mejor weblog en francés                          | Le Monolecte                                          | La vigie du web        |
| Mejor weblog en alemán                           | Der Postillon                                         | Der Postillon          |
| Mejor weblog en indonesio                        | Catatan Ringan Angin-anginan                          | Catatan Dari Hati      |
| Mejor weblog en persa                            | So just what kind of country is this that we live in? | Life in Bamian         |
| Mejor weblog en portugués                        | Física na Veia                                        | Digital Drops          |
| Mejor weblog en ruso                             | metkere.com                                           | Slon.ru                |
| Mejor weblog en español                          | La Vuelta al Mundo de Asun y Ricardo                  | Malviviendo            |

### 2011
| Premio                                        | Premio del jurado                            | Premio de los usuarios              |
| --------------------------------------------- | -------------------------------------------- | ----------------------------------- |
| Mejor weblog                                  | A Tunisian Girl                              | Vahid Nikgoo y Jou3an (dos premios) |
| Mejor uso de tecnologías para causas sociales | Rospil                                       | Rospil                              |
| Mejor campaña social de activismo             | We are all Khaled Said                       | Omipial's Blog                      |
| Premio Reporteros Sin Fronteras               | Ciudad Juárez, en la sombra del narcotráfico | Blog Novaya Gazeta                  |
| Categoría especial derechos humanos           | Migrant Rights in the Middle East            | Indigenous Bengali Blog             |
| Mejor canal de vídeo                          | Stands with Fist                             | Isla Presidencial                   |
| Mejor weblog en árabe                         |                                              | Violet Revolution                   |
| Mejor weblog en bengalí                       |                                              | Arif Jebtik's Blog                  |
| Mejor weblog en chino                         |                                              | Translator                          |
| Mejor weblog en inglés                        |                                              | Rantings of a Sandmonkey            |
| Mejor weblog en francés                       |                                              | Serious Game (Belgique)             |
| Mejor weblog en alemán                        |                                              | Textilvergehen                      |
| Mejor weblog en indonesio                     |                                              | Benablog                            |
| Mejor weblog en persa                         |                                              | Sulgar                              |
| Mejor weblog en portugués                     |                                              | Vá de bike                          |
| Mejor weblog en ruso                          |                                              | Navalny                             |
| Mejor weblog en español                       |                                              | Alberto Montt                       |

### 2012
| Premio                                        | Premio del jurado  | Premio de los usuarios |
| --------------------------------------------- | ------------------ | ---------------------- |
| Mejor weblog                                  | Window of Anguish  | Jou3an                 |
| Mejor uso de tecnologías para causas sociales | Harassmap          | Web Nabludatel         |
| Mejor campaña social de activismo             | Free Razan         | Asif Mohiuddin's Blog  |
| Premio Reporteros Sin Fronteras               | Blog de Abu Sufian | Woeser                 |
| Mejor canal de vídeo                          | Kuang Kuang        | Internautismo crónico  |
| Categoría especial educación y cultura        | Fasokan            | Grazhdanin Poet        |
| Mejor weblog en árabe                         |                    | Khaled Safi            |
| Mejor weblog en bengalí                       |                    | Niaz Mowla's Blog      |
| Mejor weblog en chino                         |                    | iGFW                   |
| Mejor weblog en inglés                        |                    | The Chronikler         |
| Mejor weblog en francés                       |                    | Kamer Kongossa         |
| Mejor weblog en alemán                        |                    | Jule's Blog            |
| Mejor weblog en indonesio                     |                    | Wordsmith              |
| Mejor weblog en persa                         |                    | Narenji                |
| Mejor weblog en portugués                     |                    | Catraca Livre          |
| Mejor weblog en ruso                          |                    | Staskulesh             |
| Mejor weblog en español                       |                    | Chinochano             |

## Enlaces
- The BOBs
- Deutsche Welle en Español
- Entrega de los Premios The BOBs
- Blog de Ayuda

- Datos: Q537543